# Hilton Valencia
Le Hilton Valencia est un gratte-ciel de 117 mètres de hauteur construit à Valence en Espagne de 2004 à 2006.
Il y a un immeuble plus petit de 14 étages attaché à l'immeuble principal.
C'est le plus haut immeuble de la ville de Valence. Il abrite l'un des deux hôtel Hilton de l'Espagne. Les 5 premiers étages sont des bureaux. Les fondations ont été démolis et reconstruit en février 2004 car le béton utilisé initialement n'avait pas les qualités requises.
L'immeuble a été conçu par l'agence d'architecture Inicias.
Il abritait à l'origine l'hôtel 5 étoiles Hilton (d'où le nom de la tour). La société propriétaire l'a mise en vente le 28 janvier 2009 en raison de divergences entre l'entreprise de construction et la chaîne d'hôtels Hilton, entamant ainsi une procédure d'insolvabilité. L'investisseur libanais Boutros El Khoury, propriétaire de Continental Property Investments (CPI), a acheté l'établissement pour 42 millions d'euros, pour ensuite le louer au groupe Sol Meliá pour une période de dix ans renouvelable. 